# Me at the zoo
Me at the zoo (en català: Jo al zoològic) és el nom del vídeo amb més antiguitat disponible a YouTube. Va ser pujat el 23 d'abril de 2005 a les 20:31:52 PDT (24 d'abril de 2005 a les 03:31:52 UTC) pel cofundador de la plataforma, Jawed Karim, amb el nom d'usuari "Jawed" i gravat pel seu amic de l'institut de secundària, Yakov Lapitsky.
El compte on es va pujar aquest vídeo va ser creada el mateix dia.
El vídeo de dinou segons va ser filmat al Zoològic de San Diego, presentant a Karim davant dels elefants, expressant el seu interès en les seves trompes realment grans ("really, really, really long trunks").